# Ludwig Schongauer
Ludwig Schongauer (* vor 1450, wohl in Colmar; † 1494 in Colmar) war ein deutscher Maler und Kupferstecher der Spätgotik.

## Leben
Über sein Leben ist wenig bekannt. Sein Vater Caspar war ein Goldschmied aus Augsburg, der sich 1440 in Colmar niederließ. Sein älterer Bruder ist der berühmte Maler und Graphiker Martin Schongauer. Ludwig erhielt seine Ausbildung wohl in Colmar und ging auf Wanderschaft. Er bekam 1479 das Ulmer Bürgerrecht geschenkt, was zeigt, dass man viel von ihm hielt und ihn in der Stadt halten wollte. Er heiratete in eine Ulmer Malersippe. 1486 erkaufte er sich das Bürgerrecht in Augsburg und führte dort eine Werkstatt. Nach dem Tod seines Bruders Martin 1491 übernahm er dessen Werkstatt, erwarb 1493 das Colmarer Bürgerrecht, starb aber schon 1494.

## Werk

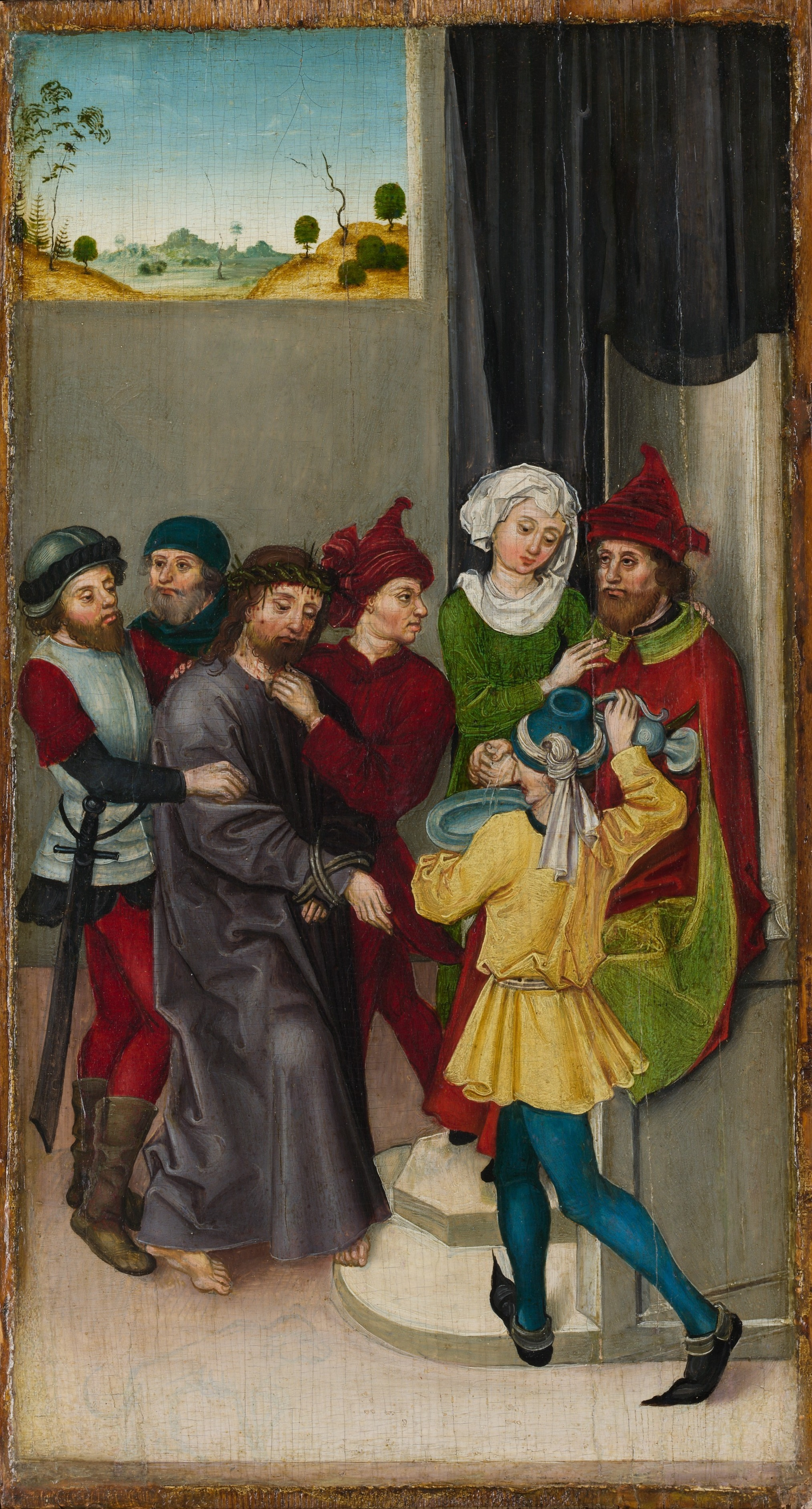
Christus vor Pilatus (New York)

Die Kupferstiche sind durch ein Monogramm, das dem seines bekannteren Bruders Martin nachgemacht ist, gesichert. Alle anderen Werke wurden ihm durch Stilvergleich zugeschrieben. Die Zuschreibungen sind in der Forschung umstritten, da die Werke stilistisch unterschiedlich sind.
Die schwierige Forschungslage lässt sich mit den Worten zweier Kunsthistoriker prägnant zusammenfassen: „Wirklich beglaubigte Werke seiner Hand bleiben schließlich doch nur die vier Kupferstiche des Künstlers“ (Max Lehrs, 1927). Und: „Die Person des Ludwig Schongauer ist ein Rätsel. Der zweite Maler der Familie muß noch entdeckt ... werden“ (Albert Châtelet, 1991).
Sollten die Zuschreibungen zutreffen, muss man Ludwig Schongauer eine wichtige Rolle in der Kunstentwicklung zuschreiben: er vermittelte Errungenschaften des oberrheinischen Kunstkreises nach Ulm und dann nach Augsburg, unter anderem:
- die Belebung der dargestellten Szenen durch Gestik und Gefühlsausdruck,
- die wirklichkeitsgetreue Wiedergabe der Umgebung in Bildern von Landschaft oder bürgerlicher Wohnumgebung.

In Ulm und Augsburg wurden diese Anregungen wohl intensiv aufgenommen und verarbeitet.

### Tafelmalerei
Vier Tafeln eines Marienaltars, um 1475 (Ulm, Museum Ulm):
- Joachims Opfer wird vom Hohepriester zurückgewiesen
- Begegnung von Joachim und Anna an der Goldenen Pforte
- Geburt Mariens
- Darstellung Mariens im Tempel

Fünf Tafeln eines Marienaltars, um 1480:
- Mariä Heimsuchung und Anbetung der hl. drei Könige (Darmstadt, Hessisches Landesmuseum)[5]
- Beschneidung Jesu (Paris, Musée du Louvre, aber seit 1967 ausgestellt in Colmar, Musée d’Unterlinden)[6]
- Mariä Verkündigung (Privatbesitz)
- Geburt Jesu (Philadelphia)

Ulmer Hausaltar(?), Passionsaltar, wohl um 1479–1486 (Schongauers Ulmer Zeit, frühestmögliches Datum nach Dendrochronologie: 1477): Drei Altarflügel sind bekannt, der vierte Flügel und der geschnitzte Schrein sind verloren.
- Christus vor Pilatus und Auferstehung (New York, Metropolitan Museum of Art)
- Geißelung und Kreuztragung (Salem, Schloss, aus Kloster Salem)
- Gefangennahme und Grablegung (Brüssel, Privatbesitz)[8][9]

Außerdem wird bei den 24 Tafelbildern des Colmarer Dominikaneraltars, deren Malerzuschreibung ungeklärt ist, diskutiert, ob eine weitgehende Beteiligung Ludwigs möglicherweise gewisse stilkritische Beobachtungen erklären könnte und ob eine Zusammenarbeit der Brüder Martin und Ludwig Schongauer die Zuschreibungsprobleme lösen könnte.

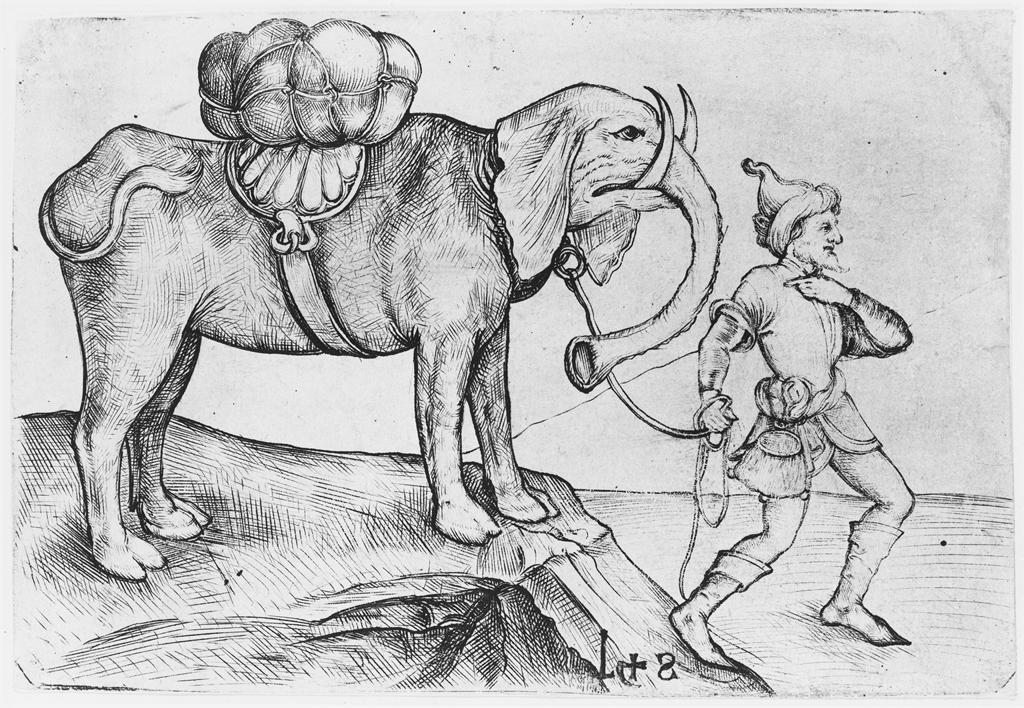
Der Elefant mit seinem Führer (Wien)

### Druckgraphik
Nach dem Werkverzeichnis von Max Lehrs (1927) sind vier monogrammierte Kupferstiche Ludwig Schongauers bekannt, die wohl in Schongauers Colmarer Zeit (1491–1494) entstanden.
1. Die Kreuzabnahme (Wien)[12][13]
2. Eine liegende Kuh (Basel)
3. Zwei Hunde (Dresden und ein verschollenes Exemplar)
4. Der Elefant mit seinem Führer (Wien)[14]

### Zeichnungen
Wie die Tafelbilder sind auch die Zeichnungen dem Künstler nur durch Stilvergleich zugeschrieben. Soweit in der nachstehenden Liste nicht anders angegeben, handelt es sich um Federzeichnungen.
Christliche Motive
- Vorbereitungen zur Kreuzigung Christi (Basel), eine großformatige (21,2 × 29,7 cm) und vielfigurige Darstellung[15][16]
- Vier Szenen der Passion Christi (Dresden): Christus und die schlafenden Jünger am Ölberg,[17] Kreuztragung,[18] Kreuzigung,[19] Grablegung[20]
- Brustbild eines Schergen (Dresden), Zuschreibung fraglich (Ludwig oder Martin Schongauer?)[21]

Sonstige figürliche Motive
- Zwei wilde Männer und ein Kind zu Pferde (St. Petersburg)[22][23]
- Wilder Mann, auf einem galoppieenden Pferd sitzend (Basel)[24]

Tiermotive
- Der Wolf und die Ziege (Basel)[25]
- Liegender Hirsch (Basel)[26]
- Löwe mit Helm, ein Wappen und eine Oriflamme haltend (Basel)[27]
- Angeketteter Affe vor einem Feuer (Basel). – Daran anknüpfend wird die Zuschreibung einer weiteren Zeichnung eines sitzenden Affen (New York) an Ludwig Schongauer diskutiert.[28]